# Rio Brebina (Bârsa)
O Rio Brebina é um rio da Romênia afluente do Rio Bârsa, localizado no distrito de Braşov.